# Горбачевський Іван (священник)
отець-доктор Іван Горбачевський (1743, Завалів — 23 грудня 1806, Львів) — священник Руської унійної церкви, крилошанин, доктор теології (з 1768 року), релігійний діяч.

## Життєпис
Навчався в школі[джерело?] при монастирі оо. Василіян у Бучачі, Львівській єзуїтській академії. 1768 року рукопокладений у сан священника .
Від 1772 року — прокуратор монастирів Василіянок. Служив сотрудником (другим священником, тобто помічником пароха), від 1778 року до кінця життя — парох Ставропігійського (Успенського) храму у Львові. У 1778–1787 роках — духовний суддя Львівської капітули Руської унійної церкви, з 1787 року — генеральний вікарій капітули. У 1791–1800 роках — префект друкарні, з 1793 року — префект книгарні Ставропігійського інституту у Львові.
У 1794 і 1798 роках Ставропігійський інститут рекомендував о. Івана Горбачевського на єпископа; не був хіротонізований.